# Sukehito (Kan'in-no-miya)
Sukehito (Kan'in-no-miya Sukehito Shinnõ 1 de abril de 1733 - 1 de abril de 1794) foi o segundo chefe do Kan'in-no-miya uma das quatro linhas hereditárias na monarquia do Japão. Foi o terceiro filho do primeiro chefe de Kan'in-no-miya, Naohito.

## Genealogia
Era neto do Imperador Higashiyama e de Yoshiko Kushige. Sobrinho do Imperador Nakamikado. Primo do Imperador Sakuramachi.

## Filhos
Sukehito se casou com duas mulheres: Yuchiko Õnakatomi e Õe Iwashira. Cada mulher teve um filho: Haruhito (Kan'in-no-miya) (1758 - 1818) Sucessor do Sukehito e  Imperador Kokaku (23 de setembro de 1771 - 11 de dezembro de 1840).

## Falecimento
Sukehito morreu no dia do seu aniversário de 61 anos, estando sepultado em Tóquio, Japão. Seu filho mais velho, Haruhito, foi sucedido e o meio-irmão de Haruhito, o Imperador Kokaku estava no reinado.